# Tarier gris
Saxicola ferreus
Espèce
Statut de conservation UICN

 LC  : Préoccupation mineure
Le Tarier gris (Saxicola ferreus) est une espèce d'oiseaux de la famille des Muscicapidae.

Son aire s'étend à travers l'Himalaya, le sud de la Chine et de manière dissoute à travers l'Indochine.

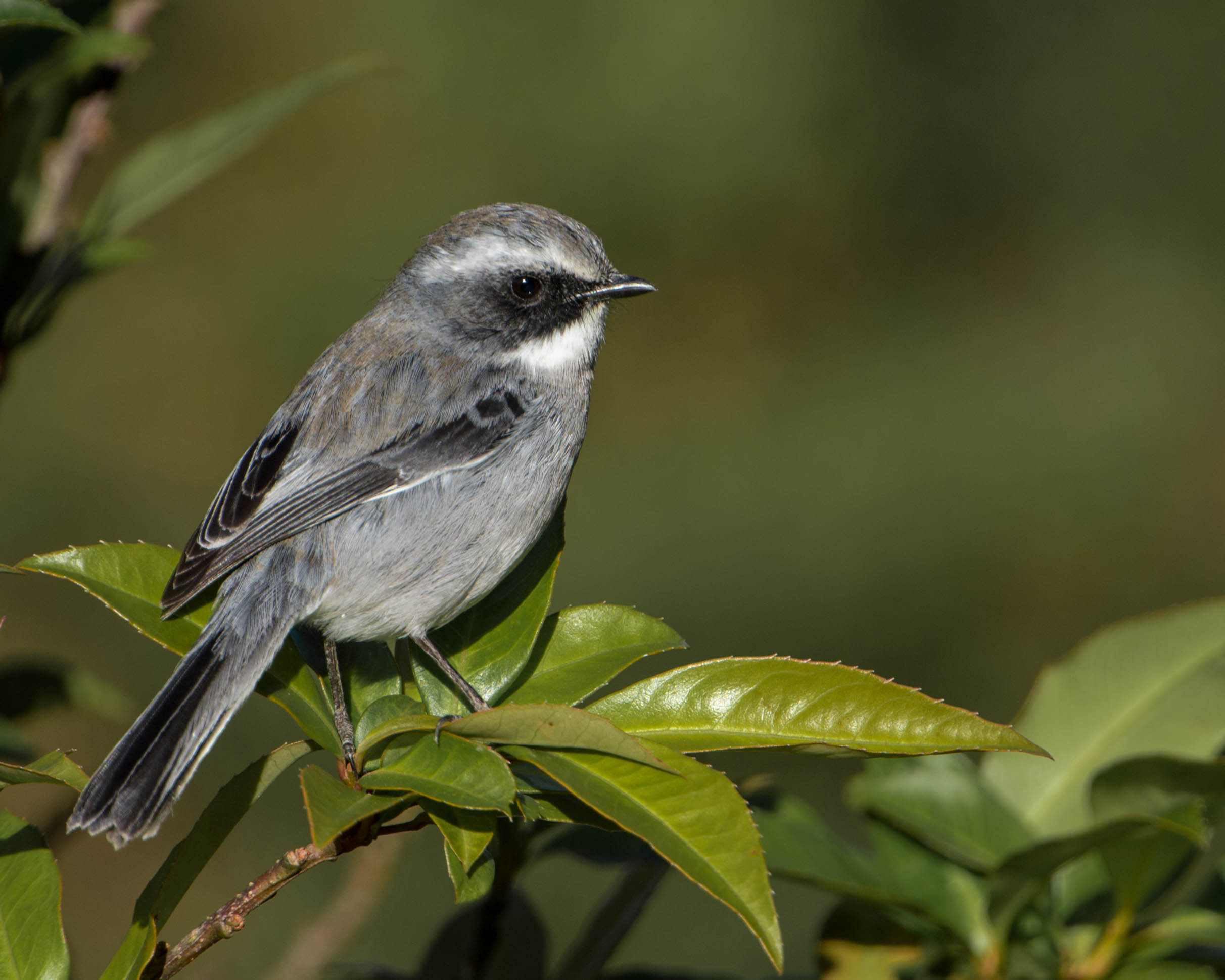
Saxicola ferreus, mâle
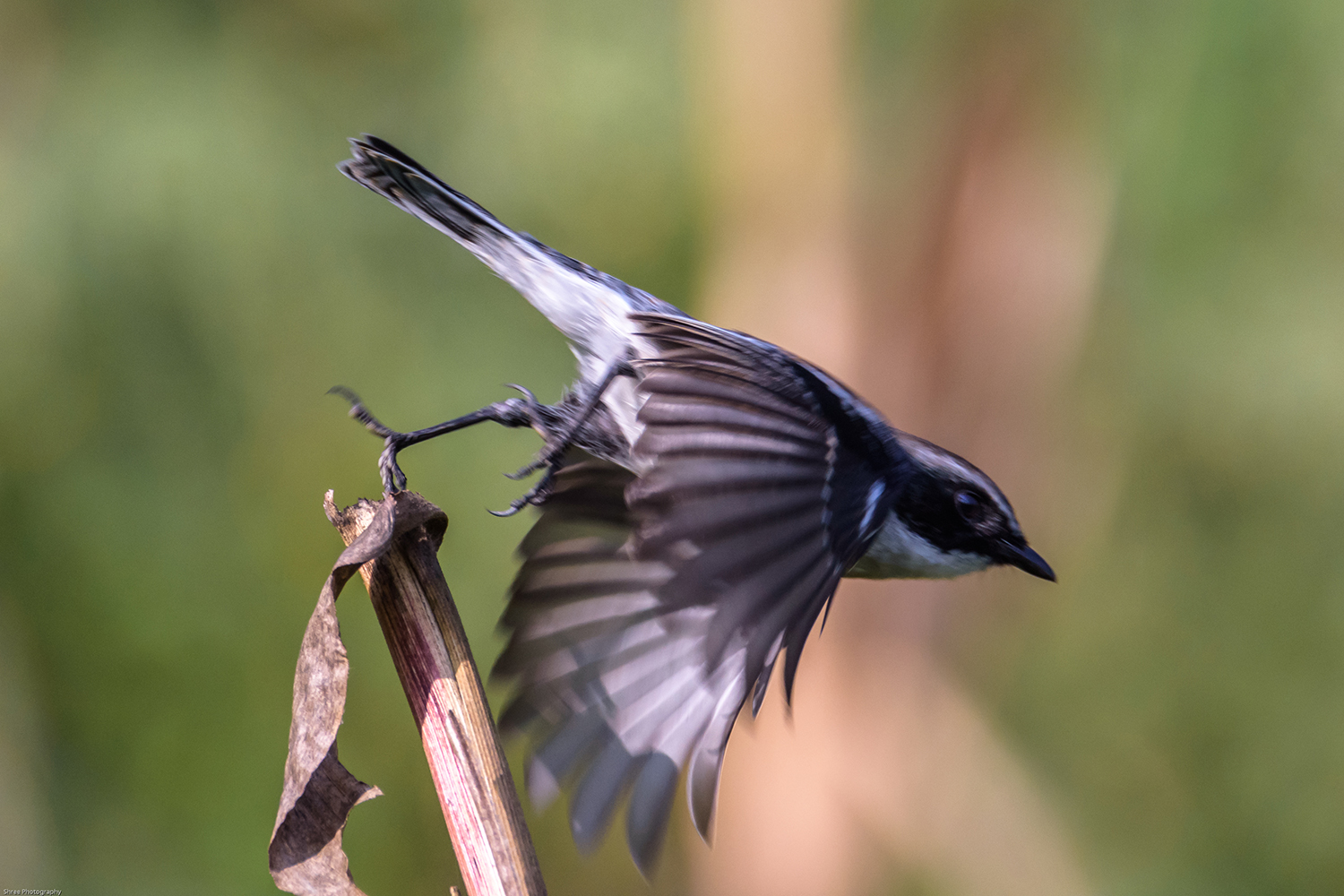
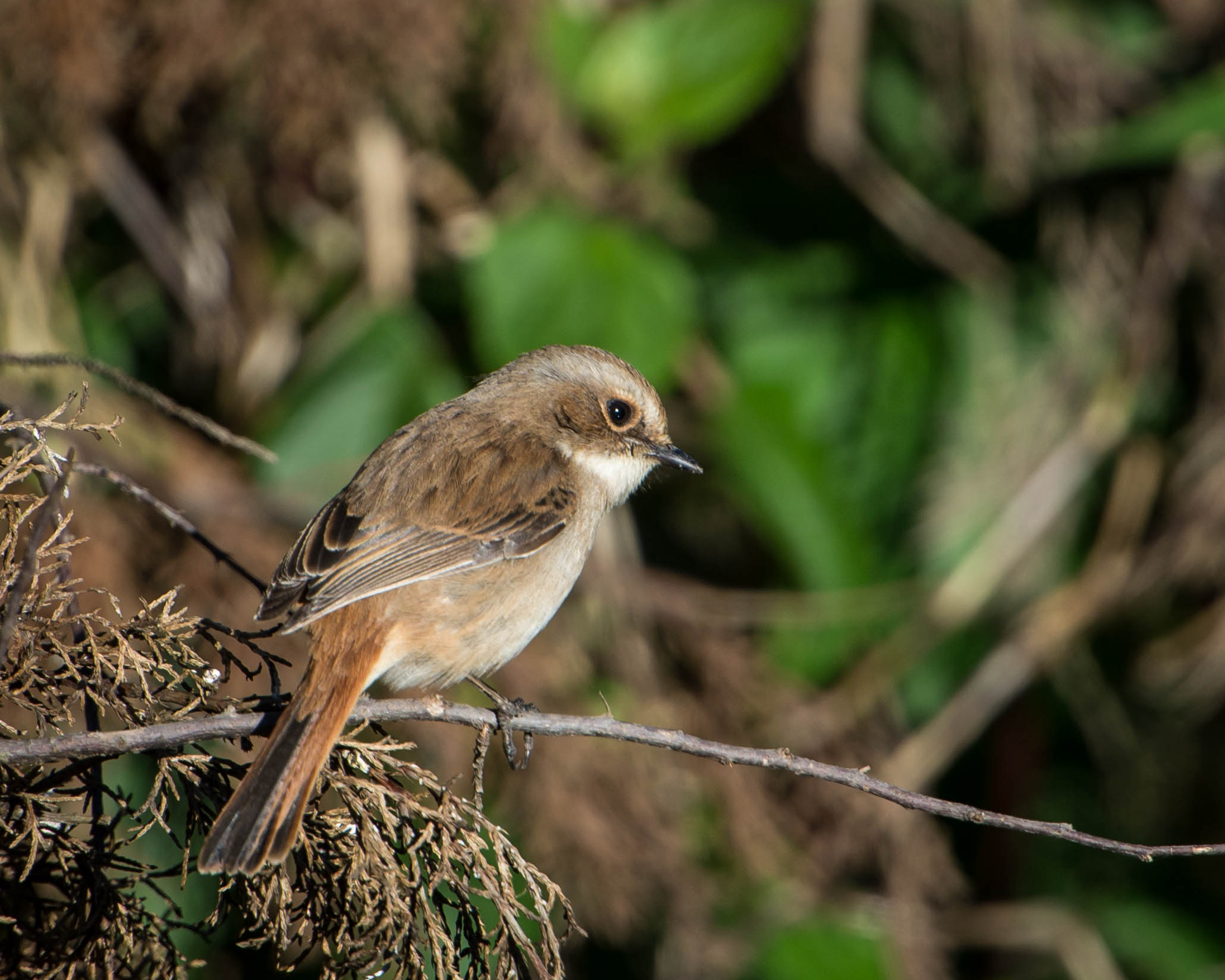
Saxicola ferreus, femelle

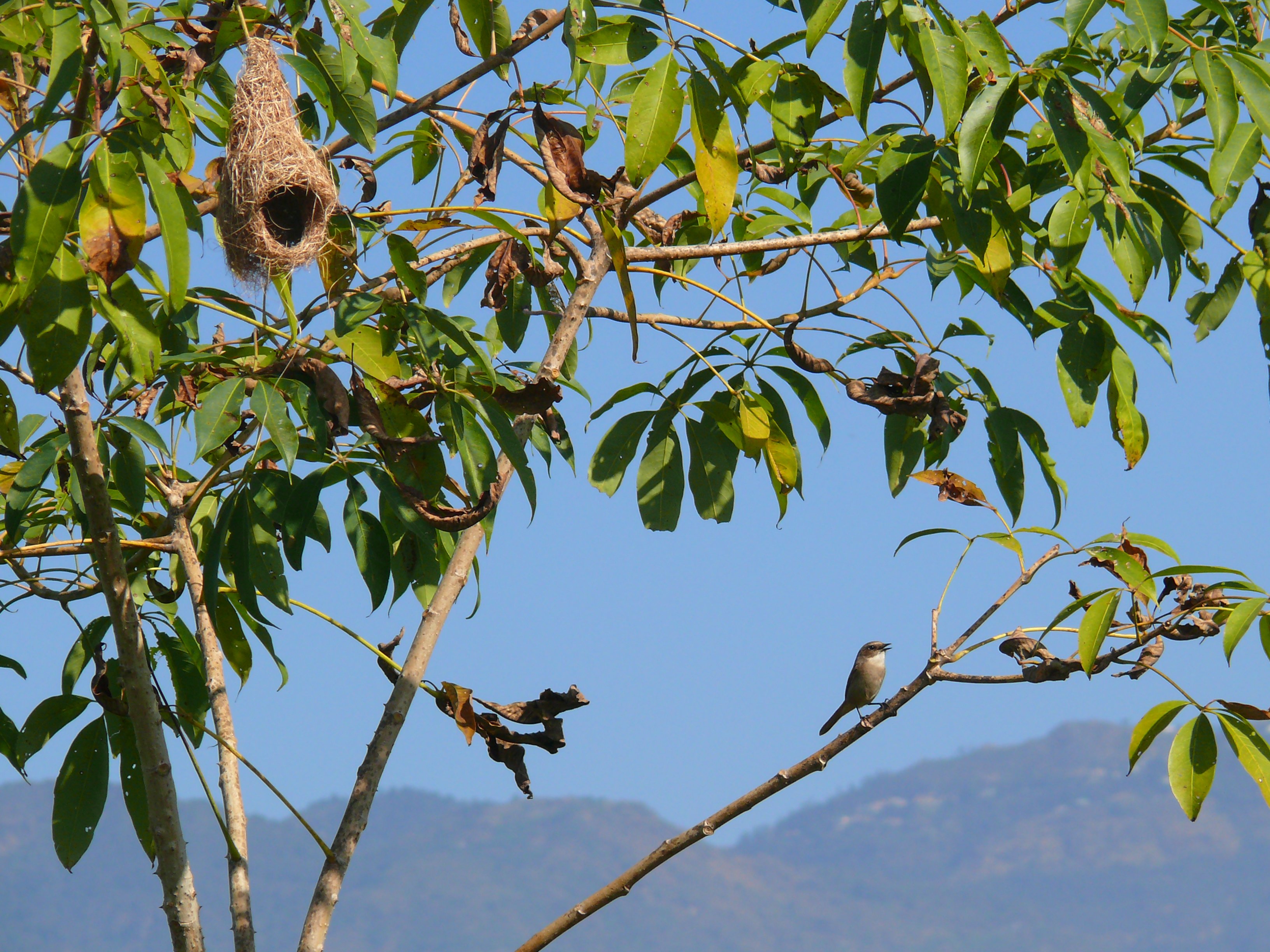
Tarier gris, Uttarakhand, Inde